# Uma Musume Pretty Derby
Uma Musume Pretty Derby (ウマ娘 プリティーダービー, Uma Musume Puritī Dābī) est une franchise de mangas créée par Cygames.
La franchise a été adaptés en une série télévisée animée de 13 épisodes par P.A.Works a été diffusée d'avril à juin 2018, suivie d'une deuxième saison de Studio Kai diffusée à partir de janvier à mars 2021. Un jeu mobile pour iOS et Android est également sorti fin 2018, puis reporté à février 2021.

## Histoire

### Prologue
Dans un monde très semblable au nôtre, des chevaux de course ont la capacité de se réincarner en tant que « filles de cheval » — des filles qui héritent à la naissance de grandes oreilles et d'une queue de cheval ainsi que d’une grande vitesse et endurance —.
Les meilleures de ces filles de chevaux vont s'entraîner à l'Académie Tracen de Tokyo, espérant atteindre la gloire et la fortune en tant que coureuses et idoles.

### Synopsis
La première saison présente Special Week, une jeune étudiante récemment transférée à Tracen, et déterminée à tenir sa promesse faite à sa mère de devenir la meilleure fille de cheval du Japon et ainsi surpasser la championne en titre : Silence Suzuka.
Sous la tutelle de Trainer, un coach aussi cool qu'excentrique, elle s'entraîne dur aux côtés de ses coéquipières pour remporter la Twinkle Series, une compétition hippique légendaire.

### Développement
La deuxième saison présente Tokai Teio comme personnage principal et attire l'attention sur d'autres personnages secondaires tels que Mejiro Mcqueen, Rice Shower et Mihono Bourbon. Comme le cheval sur lequel elle est basée, elle souffre de multiples blessures et lutte pour rester l'une des meilleures coureuses.

## Personnages
Les filles de chevaux sont nommés en fonction des chevaux qui se sont réincarnés en elle.

### Équipe Spica
- Special Week (スペシャルウィーク, Supesharu Wīku?)

C'est la protagoniste principale de la première saison de l’anime et du dernier chapitre de la partie 1 de l’histoire principale du jeu vidéo.
Jeune fille de cheval élevée à Hokkaido, elle n’a jamais rencontré une autre fille de cheval jusqu’à ce qu’elle rejoigne l’Académie. Sa mère biologique est morte peu de temps après sa naissance et elle a été élevée par sa mère humaine pour être la meilleure fille de cheval au Japon. Elle a beaucoup d’endurance et de vitesse et un instinct sur la piste pour savoir quand se retenir et quand s’ouvrir.
Dans l’histoire principale du jeu vidéo, elle deviendra membre de la Team Sirius après Narita Brian, visant à être la meilleure fille de cheval au Japon.
Connue pour son caractère brillant et sa pensée positive, elle s’efforce dans tout ce qu’elle fait. Bien que parfois frustrée, elle n’abandonne jamais.
- Silence Suzuka (ja) (サイレンススズカ, Sairensu Suzuka?)

Elle est la co-protagoniste de la première saison de l’anime et la protagoniste du chapitre 5 de la partie 1 de l’histoire principale du jeu vidéo.
C'est une jeune fille de cheval accomplie. Elle a une génération de plus que Special Week dont elle est la colocataire et la coéquipière. Ses courses, ses performances et son amitié inspirent Special Week.
Plus tard dans l’anime, elle va en Amérique.
Dans l’histoire principale du jeu vidéo, elle devient membre de la Team Sirius avec les conseils de Special Week et de l’entraîneur.
C’est une bonne tacticienne mais en fait un peu effrayée par la course elle-même. Mais dès qu’elle commence à courir, personne n’est capable de la rattraper.
- Tokai Teio (トウカイテイオー, Tōkai Teiō?)

Elle est la protagoniste de la deuxième saison de l’anime.
Une fille de cheval talentueuse dans l’équipe de la semaine spéciale. Elle a une grande admiration pour le président du conseil étudiant, Symboli Rudolf, et souhaite un jour être aussi bonne qu’elle. Elle devient la rivale de Mejiro McQueen, mais souffre de blessures répétées.
Passionnée par la course, elle est aussi très orgueilleuse et parfois effrontée. Son but est d’être aussi bonne que Symboli Rudolf, qu’elle admire.
- Mejiro McQueen (メジロマックイーン, Mejiro Makkuīn?)

Elle est la co-protagoniste de la deuxième saison de l’anime et la protagoniste du chapitre 1 de la partie 1 de l’histoire principale du jeu vidéo.
Une fille de cheval de la célèbre famille Mejiro. Elle a une génération de plus que Tokai Teio. Elle a rejoint l’équipe de Special Week après avoir été implorée par Gold Ship à plusieurs reprises. Elle peut sembler froide et directe au début, mais elle se soucie réellement des autres et est prête à les aider en cas de besoin.
Dans l’histoire principale du jeu vidéo, elle est le seul membre restant de l’équipe Sirius et courra avec un nouvel entraîneur.
En tant que membre de la famille Mejiro, elle a un fort sentiment de fierté. Elle semble au départ être froide, mais elle se soucie réellement des autres et offre son aide en cas de besoin.
- Gold Ship (ゴールドシップ, Gōrudo Shippu?)

Une fille de cheval de l’équipe de Special Week, Spica. Elle est quelque peu excentrique et semble avoir une profonde admiration et une rivalité amicale avec Mejiro McQueen. Au départ, elle était la seule membre de l’équipe.
Dans l’histoire principale du jeu vidéo, elle est devenue membre de l’équipe Sirius après Mejiro McQueen, mais elle n’est pas encore en bonne forme physique et court rarement.
- Vodka (ウオッカ, Uokka?)

C’est une jeune fille de cheval qui est une junior de Special Week, est l’une des trois premières à rejoindre l’équipe avec Daiwa Scarlet.
- Daiwa Scarlet (ja) (ダイワスカーレット, Daiwa Sukāretto?)

C’est aussi une jeune fille de cheval qui est une junior de Special Week et est une rivale de vodka.
- Kitasan Black (キタサンブラック, Kitasan Burakku?)

C'est une fille de cheval fan de Tokai Teio.

### Équipe Rigil
Uniquement présente dans l'anime.
- Symboli Rudolf (シンボリルドルフ, Shinbori Rudorufu?)

Le président du conseil des étudiants de l’académie. Une des Triple Crown Horse Girls. Dans le manga « Cinderella Gray », elle fait incorporer Oguri Cap à l’Académie centrale.
- Air Groove (エアグルーヴ, Ea Gurūvu?)

Le vice-président du conseil des étudiants de l’académie. Elle est une rivale de la même génération que Silence Suzuka.
- Fuji Kiseki (ja) (フジキセキ?)

Elle est directrice du dortoir de Rittō. Elle appelle la jeune fille de cheval « Pony-chan ». Elle est de la même génération que Mayano Top Gun.
- Hishi Amazon (ja) (ヒシアマゾン?)

Elle est la directrice du dortoir de Miho. Elle est de la même génération que Narita Brian.
- Grass Wonder (ja) (グラスワンダー, Gurasu Wandā?)

Originaire des États-Unis, elle est amie avec Special Week.
- El Condor Pasa (エルコンドルパサー, Eru Kondoru Pasā?)

Originaire des États-Unis, elle aspire à participer à des courses étrangères. Elle considère Special Week comme sa rivale, mais reste en bons termes avec elle même lorsqu’elles sont ensemble en compétition.
- Maruzensky (ja) (マルゼンスキー, Maruzensukī?)

C'est la fille la plus forte. Elle est la plus ancienne génération de cavalières.
- Taiki Shuttle (タイキシャトル?)

Originaire des États-Unis, elle est de la même génération que Special Week, mais elle a de meilleurs performances au spring.

### Équipe Canopus
Uniquement présente dans l'anime.
- Nice Nature (ja) (ナイスネイチャ, Naisu Neicha?)

Fille de cheval de la même génération que Tokai Teio. Bien que moins performante qu'elle, elle travaille dure. Elle est amie avec Silence Suzuka.
- Twin Turbo (ja) (ツインターボ, Tsuin Tābo?)

Fille de cheval de la même génération que Tokai Teio. Elle l'a considère comme une rivale.
- Ikuno Dictus (ja) (イクノディクタス, Ikuno Dikutasu?)

Fille de cheval de la même génération que Mejiro McQueen.
- Matikanetannhauser (ja) (マチカネタンホイザ, Machikane Tanhoiza?)

Fille de cheval de la même génération que Rice Shower.

## Mangas
Une série de manga illustrée par Huan Yu (ZECO) intitulée Uma Musume Pretty Derby : Haru Urara Ganbaru ! est diffusée sur le site Web Cycomics de Cygames du 8 mai 2016 au 11 septembre 2016. 10 épisodes au total. Il s'agit d'une histoire comique basée sur l'histoire vraie de Haru Urara, avec Haru Urara comme personnage principal. La production a été soutenue par Martha Farm, où la vraie Haru Urara vit le reste de sa vie, et la Kochi Prefecture Horse Racing Association.
Une série de mangas illustrée par S. Kosugi intitulée Starting Gate!: Uma Musume Pretty Derby (STARTING GATE! -ウマ娘 プリティーダービー-, Stātingu Geito!: Uma Musume Pretty Derby) a commencé la sérialisation sur le site Web Cycomics de Cygames le 25 mars 2017. Le manga a été compilé en six volumes tankōbon le 18 mars 2022,.
Une série de mangas en quatre panneaux intitulée Umayon (うまよん), écrite et illustrée par Jet Kuma, a commencé sa sérialisation sur le site Web Cycomics de Cygames entre le 30 mars 2018 et le 15 janvier 2021,,,. Le tankōbon n'était pas disponible à la vente générale mais il était inclus dans le coffret Blu-ray de l'anime.
Un manga intitulé Uma Musume: Cinderella Gray (ウマ娘 シンデレラグレイ, Uma Musume Shinderera Gurei) est produit par Junnosuke Itō, écrit par Masafumi Sugiura et illustré par Taiyō Kuzumi. Il est d'abord édité dans le magazine Weekly Young Jump de Shūeisha le 11 juin 2020. Le manga se centre sur le personnage de Oguri Cap. La première collection de manga au format tankōbon sort le 19 janvier 2021. Le 18 juin 2025, 20 volumes ont été publiés au Japon.
Un autre manga intitulé Uma Musume Pretty Derby: Uma Musumeshi (ウマ娘 プリティーダービー うまむすめし) est publié sur le site Web Cycomics de Cygames à partir du 2 mars 2023. Le 19 décembre 2024, 5 volumes ont été publiés au Japon.
Une nouvelle série de mangas intitulée Uma Musume Pretty Derby: Star Blossom (ウマ娘 プリティーダービー スターブロッサム, Uma Musume Pretty Derby: Sutā Burossamu) est écrite par Monjūsaki et illustrée par Shin Hotani. Elle est publiée sur différentes plateformes en ligne dont  Shōnen Jump+, YanJan! et Tonari no Young Jump appartenant tous à la Shūeisha, le 10 avril 2023. Le manga se centre sur le personnage de Sakura Laurel. Le premier tome de la série est publié au format tankōbon le 19 septembre 2023. Le 18 mars 2025, 4 volumes ont été publiés au Japon.
Une série de mangas intitulée Uma Musume: PisuPisu☆SupiSupi Golshi-chan (ウマ娘 ピスピス☆スピスピ ゴルシちゃん) est écrite et illustrée par Naoki Shibata. Elle est publiée sur la plateforme en ligne Weekly CoroCoro Comic de la maison d'édition Shōgakukan, le 29 novembre 2023. Il s'agit d'une comédie qui suit Gold Ship en tant qu'élève de maternelle. Le premier tome de la série est publié au format tankōbon le 28 février 2024. Le 27 juin 2025, 5 volumes ont été publiés au Japon.

### Liste des volumes

#### Starting Gate!: Uma Musume Pretty Derby
| no | Japonais                                                 | Japonais                                                    |
| no | Date de sortie                                           | ISBN                                                        |
| -- | -------------------------------------------------------- | ----------------------------------------------------------- |
| 1  | 28 juillet 2017 (Kōdansha) 18 novembre 2021 (Shōgakukan) | 978-4-06-509201-9 (Kōdansha) 978-4-09-850710-8 (Shōgakukan) |
| 2  | 28 janvier 2018 (Kōdansha) 18 novembre 2021 (Shōgakukan) | 978-4-06-509247-7 (Kōdansha) 978-4-09-850711-5 (Shōgakukan) |
| 3  | 30 mai 2018 (Kōdansha) 19 janvier 2022 (Shōgakukan)      | 978-4-06-509267-5 (Kōdansha) 978-4-09-850712-2 (Shōgakukan) |
| 4  | 29 mars 2019 (Kōdansha) 19 janvier 2022 (Shōgakukan)     | 978-4-06-515533-2 (Kōdansha) 978-4-09-850713-9 (Shōgakukan) |
| 5  | 18 mars 2022 (Shōgakukan)                                | 978-4-09-850714-6 (Shōgakukan)                              |
| 6  | 18 mars 2022 (Shōgakukan)                                | 978-4-09-850715-3 (Shōgakukan)                              |

#### Uma Musume: Cinderella Gray
| no | Japonais          | Japonais          |
| no | Date de sortie    | ISBN              |
| -- | ----------------- | ----------------- |
| 1  | 19 janvier 2021   | 978-4-08-891705-4 |
| 2  | 19 février 2021   | 978-4-08-891795-5 |
| 3  | 19 mars 2021      | 978-4-08-891896-9 |
| 4  | 18 août 2021      | 978-4-08-892050-4 |
| 5  | 17 décembre 2021  | 978-4-08-892077-1 |
| 6  | 18 février 2022   | 978-4-08-892223-2 |
| 7  | 18 mai 2022       | 978-4-08-892302-4 |
| 8  | 19 août 2022      | 978-4-08-892401-4 |
| 9  | 19 décembre 2022  | 978-4-08-892533-2 |
| 10 | 17 mars 2023      | 978-4-08-892657-5 |
| 11 | 19 juin 2023      | 978-4-08-892785-5 |
| 12 | 19 septembre 2023 | 978-4-08-892824-1 |
| 13 | 19 décembre 2023  | 978-4-08-893104-3 |
| 14 | 18 mars 2024      | 978-4-08-893121-0 |
| 15 | 19 juin 2024      | 978-4-08-893239-2 |
| 16 | 19 septembre 2024 | 978-4-08-893379-5 |
| 17 | 18 décembre 2024  | 978-4-08-893583-6 |
| 18 | 18 mars 2025      | 978-4-08-893476-1 |
| 19 | 17 avril 2025     | 978-4-08-893649-9 |
| 20 | 18 juin 2025      | 978-4-08-893694-9 |
| 21 | 19 septembre 2025 | 978-4-08-893797-7 |

#### Uma Musume Pretty Derby: Uma Musumeshi
| no | Japonais          | Japonais          |
| no | Date de sortie    | ISBN              |
| -- | ----------------- | ----------------- |
| 1  | 19 juillet 2023   | 978-4-09-852338-2 |
| 2  | 19 octobre 2023   | 978-4-09-852880-6 |
| 3  | 28 février 2024   | 978-4-09-853103-5 |
| 4  | 19 juin 2024      | 978-4-09-853334-3 |
| 5  | 19 décembre 2024  | 978-4-09-8536207  |
| 6  | 19 septembre 2025 | 978-4-09-854228-4 |

#### Uma Musume Pretty Derby: Star Blossom
| no | Japonais          | Japonais          |
| no | Date de sortie    | ISBN              |
| -- | ----------------- | ----------------- |
| 1  | 19 septembre 2023 | 978-4-08-892828-9 |
| 2  | 18 mars 2024      | 978-4-08-893136-4 |
| 3  | 19 septembre 2024 | 978-4-08-893368-9 |
| 4  | 18 mars 2025      | 978-4-08-893601-7 |
| 5  | 19 septembre 2025 | 978-4-08-893818-9 |

#### Uma Musume: PisuPisu☆SupiSupi Golshi-chan
| no | Japonais         | Japonais          |
| no | Date de sortie   | ISBN              |
| -- | ---------------- | ----------------- |
| 1  | 28 février 2024  | 978-4-09-143703-7 |
| 2  | 27 juin 2024     | 978-4-09-149740-6 |
| 3  | 18 décembre 2024 | 978-4-09-149839-7 |
| 4  | 28 mars 2025     | 978-4-09-154018-8 |
| 5  | 27 juin 2025     | 978-4-09-154040-9 |

## Animes

### Uma Musume Pretty Derby
Une adaptation de la série télévisée animée de 13 épisodes animée par P.A.Works a été diffusée du 2 avril,, au 18 juin 2018 sur Tokyo MX, les deux premiers épisodes étant diffusés consécutivement. Crunchyroll a diffusé la série. La série est réalisé par Kei Oikawa de P.A.Works avec des scripts écrits par Masafumi Sugiura et Akihiro Ishihara. Utamaro Movement a composé la musique avec le label Lantis.
Le thème d'ouverture de la série est Make Debut! et le thème de fin est Grow Up Shine! (グロウアップ・シャイン!); les deux sont interprétés par Azumi Waki, Marika Kouno, Machico, Ayaka Ōhashi, Chisa Kimura, Hitomi Ueda et Saori Ōnishi dans leurs rôles respectifs. 
Une deuxième saison est annoncée avec le même casting mais animée cette fois-ci par le studio d'animation Studio Kai remplaçant P.A.Works qui assistera toute fois à la production. La série est diffusée du 5 janvier au 30 mars 2021,,.
Le thème d'ouverture de la série intitulé Yume o Kakeru! (ユメヲカケル！) est interprété par les comédiens prêtant leurs voies à l'équipe Spica tandis que le thème de fin intitulé Komorebi no Yell (木漏れ日のエール) est interprété par Machico et Saori Ōnishi dans leurs rôles respectifs : Tokai Teio et Mejiro McQueen. 
Le 22 février 2022, une nouvelle animation "1st Anniversary Special Animation" est sortie sur YouTube pour commémorer le premier anniversaire du jeu. Ce travail est une continuation de la saison 2 de l'anime télévisé. Un nouveau streaming de l'anime a été annoncé le 4 mai 2022.
Le 6 novembre 2022, Une troisième saison est annoncée,. Shingo Nagai et Tetsuya Kobari supervisent le scénario tandis que le sudio et le casting restent inchangé. La série est diffusée du 5 octobre au 28 décembre 2023,,,,.
Le thème d'ouverture de la série intitulé Soshite Minna no (ソシテミンナノ) est interprété par Hinaki Yano, Hina Tachibana, Sayumi Suzushiro, Yūko Natsuyoshi, Makiko et Akina dans leurs rôles respectifs tandis que le thème de fin intitulé Akogare Challenge Dash!! (アコガレChallenge Dash!!) est interprété par Hinaki Yano dans son rôle de Kitasan Black et l'équipe Spica. 

### Umayon
Une série télévisée animée basée sur le spin-off du manga à quatre panneaux Umayon (うまよん) a été diffusée du 7 juillet au 22 septembre 2020. La série est dirigée par Seiya Miyajima travaillant chez les studios DMM.futureworks et W-Toon Studio. Le 8 décembre 2021, un Blu-ray contenant l'histoire principale, 12 épisodes du nouvel OVA et un manga tankōbon est sorti. 
Un nouveau court métrage de l'anime intitulé Umayuru (うまゆる) a été annoncé le 5 mai 2022. Il est animé par Scooter Films et Seiya Miyajima dirige de nouveau la série et s'occupe également du design des personnages avec Seiichirō Mochizuki et Yumi Suzumori s'occupant du scénario. Il est diffusé sur la plateforme Youtube du 16 octobre 2022 au 26 mars 2023,,,.
Un nouveau court métrage de l'anime intitulé Umayuru: Pretty Gray (うまゆる ぷりてぃ〜ぐれい) est diffusé sur la plateforme Youtube du 30 avril au 6 mai 2025,,.

### Uma Musume Pretty Derby: Road to the Top
Une nouvelle série animée intitulée Uma Musume Pretty Derby: Road to the Top (ウマ娘 プリティーダービー Road to the Top, Uma Musume Pretty Derby: Rōdo tū za Toppu) a été annoncé le 4 mai 2022.
Elle est animée par CygamesPictures et est réalisé par Chengzhi Liao, avec Tetsuya Kobari supervisant les scripts et servant de directeur de scénario, et Jun Yamazaki concevant les personnages et servant de directeur de l’animation.

### Uma Musume: Cinderella Gray
Une adaptation en anime de la série éponyme Uma Musume: Cinderella Gray est annoncée le 23 août 2024. La série est produite par CygamesPictures et réalisée par Yūki Itō et Takehiro Miura. Aki Kindaichi compose le scénario, Takuya Miyahara et Keigo Sasaki s'occupent du design des personnages et Kenji Kawai compose la musique,. La série sera composée de deux cours et sera diffusée sur TBS (ja) et les chaînes affilées avec un premier cours diffusé du 6 avril au 29 juin 2025,. Le deuxième cours sera diffusé ne octobre de la même année,,. Pour les pays francophones, la série est diffusée sur Animation Digital Network.
Le thème d'ouverture du premeir cours de la série, intitulé Koeru (超える), est interprété par Alexandros,, tandis que le thème de fin , intitulé ∞ est interprété par  Tomoyo Takayanagi (ja) dans son rôle de Oguri Cap.

### Doublage
| Personnages    | Japonais               |
| -------------- | ---------------------- |
| Special Week   | Azumi Waki (ja)        |
| Silence Suzuka | Marika Kōno            |
| Tōkai Teiō     | Machico (en)           |
| Vodka          | Yuka Aisaka            |
| Air Groove     | Ruriko Aoki            |
| Grass Wonder   | Rena Maeda             |
| Taiki Shuttle  | Yuka Ōtsubo            |
| T.M. Opera Ō   | Sora Tokui             |
| Mejiro McQueen | Saori Ōnishi (ja)      |
| Gold Ship      | Hitomi Ueda            |
| Oguri Cap      | Tomoyo Takayanagi (ja) |
| Daiwa Scarlet  | Chisa Kimura           |
| Seiun Sky      | Akari Kitō (ja)        |
| El Condor Pasa | Minami Takahashi       |
| Symboli Rudolf | Azusa Tadokoro (ja)    |

source : Myanimelist.net, Animenewsnetwork.com

## Produits dérivés

### Jeux vidéos

#### Uma Musume Pretty Derby
Le jeu a été annoncé en 2016. Une bande-annonce animée de PAWorks a fait ses débuts lors de l'événement AnimeJapan de cette année-là. Il devait sortir fin 2018, mais a été retardé  jusqu'à sa sortie le 24 février 2021. La version PC est sortie le 10 mars 2021.
Selon Sensor Tower, les recettes du jeu comptabiliseraient 2 milliards de dollars américains.
Selon le Famitsu Mobile Game White Paper 2022 de Kadokawa Corporation, les ventes nationales estimées du jeu en 2021 étaient de 805 millions de dollars.
Le jeu met en avant Rhein Kraft (ja), Cesario (ja), Air Messiah et Daring Heart.
Le jeu sort en chinois le 27 juin 2022, en coréen le 20 juin 2022 et en anglais le 26 juin 2025,,.

#### Uma Musume Pretty Derby: Party Dash
Uma Musume Pretty Derby: Party Dash (ウマ娘 プリティーダービー 熱血ハチャメチャ大感謝祭, Uma Musume Puritī Dābī Nekketsu Hachamecha Daikanshasai) est un jeu vidéo d'ambiance disponible sur Steam, PlayStation 4 et Nintendo Switch.

### Série dérivée
Une chaîne YouTube d'animation Web intitulée Pakatube! (ぱかチューブっ!, Pakachūbu!) a été lancé le 25 mars 2018. La chaîne présente le personnage de Gold Ship.

### Théâtre
Une pièce de théâtre intitulée Uma Musume Pretty Derby : Sprinters' Story (舞台「ウマ娘 プリティーダービー」〜Sprinters' Story〜) est jouée entre le 15 et le 29 janvier 2023  au Stellar Ball, Shinagawa Prince Hotel, Tokyo. L’histoire met en scène Daitaku Helios, Yamanin Zephyr, Daiichi Ruby et K.S. Miracle dans la Takamatsunomiya Kinen (ja).

## Accueil

### Réception critique
Le manga est nommé aux Tsugi ni Kuru Manga Taishô.

### Réception commercial
Le jeu mobile, dix mois après sa sortie, a rapporté près de 965 millions de dollars au Japon le 16 décembre 2021. Selon l’analyse des données de Sensor Tower, le jeu a rapporté un total de plus de 2 milliards de dollars en avril 2023.
Le film compilation Uma Musume Pretty Derby: Road to the Top est le 6e plus gros box-office de 2014.
Le film Uma Musume Pretty Derby: Beginning of a New Era a engrengé 354 millions de yens de bénéfice lors des trois premiers jours d'exploitation.
La sortie Blu-ray de la deuxième saison de l’anime est devenue la sortie vidéo la plus vendue d’une série animée télévisée au Japon,.

### Prix et récompenses
Le spin-off du manga, Uma Musume Cinderella Gray, a été nommé aux septième Next Manga Awards dans la catégorie Best Print Manga et s’est classé 2e sur 50 nommés.
Masayuki Gotō, président de la Association de Racing japonaise (ja), remercie Uma Musume Cinderella Gray pour son influence positive sur l'équitation.

### Annotations
1. 1 2 3  Les titres français de l'adaptation en anime proviennent de Crunchyroll.
2. ↑  Les titres français de l'adaptation en anime proviennent de Animation Digital Network.

### Œuvres

#### Starting Gate!: Uma Musume Pretty Derby
Édition Kōdansha
1. 1 2  (ja) « ＳＴＡＲＴＩＮＧ　ＧＡＴＥ！　―ウマ娘プリティーダービー―（１） », sur Kōdansha (consulté le 7 août 2025).
2. 1 2  (ja) « ＳＴＡＲＴＩＮＧ　ＧＡＴＥ！　―ウマ娘プリティーダービー―（２） », sur Kōdansha (consulté le 7 août 2025).
3. 1 2  (ja) « ＳＴＡＲＴＩＮＧ　ＧＡＴＥ！　―ウマ娘プリティーダービー―（３） », sur Kōdansha (consulté le 7 août 2025).
4. 1 2  (ja) « ＳＴＡＲＴＩＮＧ　ＧＡＴＥ！　―ウマ娘プリティーダービー―（４） », sur Kōdansha (consulté le 7 août 2025).

Édition Shōgakukan
1. 1 2 3  (ja) « ＳＴＡＲＴＩＮＧ　ＧＡＴＥ！　－ウマ娘プリティーダービー－ ６ », sur Shōgakukan (consulté le 7 août 2025).
2. 1 2  (ja) « ＳＴＡＲＴＩＮＧ　ＧＡＴＥ！　－ウマ娘プリティーダービー－ １ », sur Shōgakukan (consulté le 7 août 2025).
3. 1 2  (ja) « ＳＴＡＲＴＩＮＧ　ＧＡＴＥ！　－ウマ娘プリティーダービー－ ２ », sur Shōgakukan (consulté le 7 août 2025).
4. 1 2  (ja) « ＳＴＡＲＴＩＮＧ　ＧＡＴＥ！　－ウマ娘プリティーダービー－ ３ », sur Shōgakukan (consulté le 7 août 2025).
5. 1 2  (ja) « ＳＴＡＲＴＩＮＧ　ＧＡＴＥ！　－ウマ娘プリティーダービー－ ４ », sur Shōgakukan (consulté le 7 août 2025).
6. 1 2  (ja) « ＳＴＡＲＴＩＮＧ　ＧＡＴＥ！　－ウマ娘プリティーダービー－ ５ », sur Shōgakukan (consulté le 7 août 2025).

#### Uma Musume Cinderella Gray
1. 1 2  (ja) « ウマ娘 シンデレラグレイ 1 », sur Shūeisha (consulté le 7 août 2025).
2. 1 2  (ja) « ウマ娘 シンデレラグレイ 2 », sur Shūeisha (consulté le 7 août 2025).
3. 1 2  (ja) « ウマ娘 シンデレラグレイ 3 », sur Shūeisha (consulté le 7 août 2025).
4. 1 2  (ja) « ウマ娘 シンデレラグレイ 4 », sur Shūeisha (consulté le 7 août 2025).
5. 1 2  (ja) « ウマ娘 シンデレラグレイ 5 », sur Shūeisha (consulté le 7 août 2025).
6. 1 2  (ja) « ウマ娘 シンデレラグレイ 6 », sur Shūeisha (consulté le 7 août 2025).
7. 1 2  (ja) « ウマ娘 シンデレラグレイ 7 », sur Shūeisha (consulté le 7 août 2025).
8. 1 2  (ja) « ウマ娘 シンデレラグレイ 8 », sur Shūeisha (consulté le 7 août 2025).
9. 1 2  (ja) « ウマ娘 シンデレラグレイ 9 », sur Shūeisha (consulté le 7 août 2025).
10. 1 2  (ja) « ウマ娘 シンデレラグレイ 10 », sur Shūeisha (consulté le 7 août 2025).
11. 1 2  (ja) « ウマ娘 シンデレラグレイ 11 », sur Shūeisha (consulté le 7 août 2025).
12. 1 2  (ja) « ウマ娘 シンデレラグレイ 12 », sur Shūeisha (consulté le 7 août 2025).
13. 1 2  (ja) « ウマ娘 シンデレラグレイ 13 », sur Shūeisha (consulté le 7 août 2025).
14. 1 2  (ja) « ウマ娘 シンデレラグレイ 14 », sur Shūeisha (consulté le 7 août 2025).
15. 1 2  (ja) « ウマ娘 シンデレラグレイ 15 », sur Shūeisha (consulté le 7 août 2025).
16. 1 2  (ja) « ウマ娘 シンデレラグレイ 16 », sur Shūeisha (consulté le 7 août 2025).
17. 1 2  (ja) « ウマ娘 シンデレラグレイ 17 », sur Shūeisha (consulté le 7 août 2025).
18. 1 2  (ja) « ウマ娘 シンデレラグレイ 18 », sur Shūeisha (consulté le 7 août 2025).
19. 1 2  (ja) « ウマ娘 シンデレラグレイ 19 », sur Shūeisha (consulté le 7 août 2025).
20. 1 2  (ja) « ウマ娘 シンデレラグレイ 20 », sur Shūeisha (consulté le 7 août 2025).
21. 1 2  (ja) « ウマ娘 シンデレラグレイ 21 », sur Shūeisha (consulté le 7 août 2025).

#### Uma Musume Pretty Derby: Uma Musumeshi
1. 1 2  (ja) « ウマ娘　プリティーダービー　うまむすめし １ », sur Shōgakukan (consulté le 7 août 2025).
2. 1 2  (ja) « ウマ娘　プリティーダービー　うまむすめし ２ », sur Shōgakukan (consulté le 7 août 2025).
3. 1 2  (ja) « ウマ娘　プリティーダービー　うまむすめし ３ », sur Shōgakukan (consulté le 7 août 2025).
4. 1 2  (ja) « ウマ娘　プリティーダービー　うまむすめし ４ », sur Shōgakukan (consulté le 7 août 2025).
5. 1 2  (ja) « ウマ娘　プリティーダービー　うまむすめし ５ », sur Shōgakukan (consulté le 7 août 2025).
6. 1 2  (ja) « ウマ娘　プリティーダービー　うまむすめし ６ », sur Shōgakukan (consulté le 7 août 2025).

#### Uma Musume Pretty Derby: Star Blossom
1. 1 2 3  (ja) « ウマ娘 プリティーダービー スターブロッサム 1 », sur Shūeisha (consulté le 7 août 2025).
2. 1 2  (ja) « ウマ娘 プリティーダービー スターブロッサム 2 », sur Shūeisha (consulté le 7 août 2025).
3. 1 2  (ja) « ウマ娘 プリティーダービー スターブロッサム 3 », sur Shūeisha (consulté le 7 août 2025).
4. 1 2  (ja) « ウマ娘 プリティーダービー スターブロッサム 4 », sur Shūeisha (consulté le 7 août 2025).
5. 1 2  (ja) « ウマ娘 プリティーダービー スターブロッサム 5 », sur Shūeisha (consulté le 7 août 2025).

#### Uma Musume: PisuPisu☆SupiSupi Golshi-chan
1. 1 2 3  (ja) « ウマ娘　ピスピス☆スピスピ　ゴルシちゃん １ », sur Shōgakukan (consulté le 8 août 2025).
2. 1 2  (ja) « ウマ娘　ピスピス☆スピスピ　ゴルシちゃん ２ », sur Shōgakukan (consulté le 8 août 2025).
3. 1 2  (ja) « ウマ娘　ピスピス☆スピスピ　ゴルシちゃん ３ », sur Shōgakukan (consulté le 8 août 2025).
4. 1 2  (ja) « ウマ娘　ピスピス☆スピスピ　ゴルシちゃん ４ », sur Shōgakukan (consulté le 8 août 2025).
5. 1 2  (ja) « ウマ娘　ピスピス☆スピスピ　ゴルシちゃん ５ », sur Shōgakukan (consulté le 8 août 2025).